# Nati il 19 dicembre
| Questa pagina contiene informazioni ricavate automaticamente dalle voci biografiche con l'ausilio del template Bio e di un bot. L'aggiornamento è periodico e automatico e ricostruisce completamente la pagina. Se manca una persona in questa lista, sei pregato di non aggiungerla, ma accertati piuttosto che la sua voce biografica contenga il template Bio e che i dati anagrafici siano correttamente compilati. Se il template Bio manca, inseriscilo tu stesso o, in alternativa, metti l'avviso {{tmp\|Bio}} che ne segnala la mancanza. Se i dati riportati sono sbagliati, correggi direttamente la voce biografica; le modifiche saranno visibili in questa lista entro pochi giorni. Per chiarimenti vedi il progetto biografie. La lista contiene solo le 1.092 persone che sono citate nell'enciclopedia e per le quali è stato implementato correttamente il template Bio. Pagina aggiornata al 17 ago 2025. |

## XIV secolo(1)
- 1343 - Guglielmo I di Meißen, nobile tedesco († 1407)

## XV secolo(2)
- 1497 - Lelio Capilupi, poeta e scrittore italiano († 1560)
- 1498 - Andrea Osiander, teologo e scienziato tedesco († 1552)

## XVI secolo(7)
- 1518 - Enrique de Borja y Aragón, cardinale e vescovo spagnolo († 1540)
- 1552 - Arcangelo Giani, presbitero e teologo italiano († 1623)
- 1554 - Filippo Guglielmo d'Orange, principe († 1618)
- 1563 - William Howard, nobile e antiquario inglese († 1640)
- 1566 - George Talbot, IX conte di Shrewsbury, presbitero inglese († 1630)
- 1587 - Dorotea Sofia di Sassonia-Altenburg, religiosa tedesca († 1645)
- 1594 - Gustavo II Adolfo di Svezia, re svedese († 1632)

## XVII secolo(10)
- 1613 - Johannes Ykens, pittore e scultore fiammingo
- 1615 - Federico di Württemberg-Neuenstadt, duca († 1682)
- 1629 - Melchor Liñán y Cisneros, arcivescovo cattolico spagnolo († 1708)
- 1635 - Gabrio Giuseppe Serbelloni, I duca di San Gabrio, militare, politico e duca italiano († 1712)
- 1671 - Cristiana Eberardina di Brandeburgo-Bayreuth, regina († 1727)
- 1676 - Louis-Nicolas Clérambault, organista e compositore francese († 1749)
- 1683 - Filippo V di Spagna, re spagnolo († 1746)
- 1684 - Álvaro José de Navia-Osorio y Vigil de la Rúa, generale, diplomatico e scrittore spagnolo († 1732)
- 1695 - Andrea Locatelli, pittore italiano († 1741)
- 1700 - Jean Antoine Nollet, abate e fisico francese († 1770)

## XVIII secolo(49)
- 1713 - Teresa Maria Anna di Schleswig-Holstein-Sonderburg-Wiesenburg, nobildonna tedesca († 1745)
- 1714 - Hugh Percy, I duca di Northumberland, nobile e politico inglese († 1786)
- 1715 - Giovanni Costanzo Caracciolo, cardinale italiano († 1780)
- 1724 - Pier Maria Canevari, militare italiano († 1747)
- 1724 - Berardo Galiani, teorico dell'architettura italiano († 1774)
- 1729 - Giuseppe Bencivenni Pelli, saggista e scrittore italiano († 1808)
- 1730 - Mademoiselle Montansier, attrice teatrale e impresaria teatrale francese († 1820)
- 1731 - Thomas Willing, politico e banchiere statunitense († 1821)
- 1734 - John Spencer, I conte Spencer, politico britannico († 1783)
- 1738 - Christian Wink, pittore tedesco († 1797)
- 1740 - Filippo Luigi Gonzaga, nobile italiano († 1762)
- 1744 - Carlo d'Assia-Kassel, principe († 1836)
- 1747 - Noël Pinot, presbitero francese († 1794)
- 1751 - Giuseppe Giordani, compositore italiano († 1798)
- 1752 - Isaac de Rivaz, politico e inventore francese († 1828)
- 1755 - Richard Arkwright Junior, imprenditore britannico († 1843)
- 1756 - Pierre Dominique Garnier, militare francese († 1827)
- 1758 - Ekaterina Nikolaevna Orlova, nobildonna russa († 1781)
- 1758 - Domenico Ricciardone, vescovo cattolico italiano († 1845)
- 1761 - Jean-Baptiste Perrée, ammiraglio francese († 1800)
- 1765 - Domenico Henares de Zafra Cubero, vescovo cattolico e santo spagnolo († 1838)
- 1768 - Marie Rivier, religiosa francese († 1838)
- 1771 - Charles Ellis, I barone Seaford, politico inglese († 1845)
- 1771 - Nicolas Joseph Maison, generale francese († 1840)
- 1773 - Aleksandr Nikolaevič Golicyn, politico e mistico russo († 1844)
- 1776 - Eusebio Bardají Azara, politico e diplomatico spagnolo († 1842)
- 1776 - Edward Somerset, generale britannico († 1842)
- 1777 - Pëtr Petrovič Dolgorukov, generale e nobile russo († 1806)
- 1777 - Emanuele Gerini, storico italiano († 1836)
- 1777 - Felix Grundy, politico statunitense († 1840)
- 1778 - Angela Veronese, poetessa italiana († 1847)
- 1778 - Maria Teresa Carlotta di Borbone-Francia, regina francese († 1851)
- 1779 - Giovanni Battista Parretti, arcivescovo cattolico italiano († 1851)
- 1782 - Julius Vincenz von Krombholz, medico e micologo ceco († 1843)
- 1783 - Pierre Bourla, architetto e insegnante belga († 1866)
- 1783 - Charles Julien Brianchon, matematico francese († 1864)
- 1783 - Giuseppe Racchetti, poeta, scrittore e storiografo italiano († 1858)
- 1784 - Marcus Morton, avvocato, giurista e politico statunitense († 1864)
- 1784 - Giuseppe Neroni Cancelli, politico italiano († 1858)
- 1785 - Joseph Johnson, politico statunitense († 1877)
- 1789 - Louis Rendu, vescovo cattolico italiano († 1858)
- 1790 - William Edward Parry, ammiraglio, astronomo e esploratore inglese († 1855)
- 1791 - Paul-Charles-Amable de Bourgoing, diplomatico, politico e militare francese († 1864)
- 1791 - Ludwig Döderlein, filologo classico tedesco († 1863)
- 1791 - Guglielmo Gribaldi Moffa di Lisio, militare e politico italiano († 1877)
- 1792 - Andries Potgieter, politico boero († 1852)
- 1797 - Antoine Louis Dugès, naturalista e medico francese († 1838)
- 1798 - Mary FitzClarence, scrittrice inglese († 1864)
- 1799 - Joseph Crétin, vescovo cattolico francese († 1857)

## XIX secolo(164)
- 1801 - Luigi Strozzi, politico e militare italiano († 1868)
- 1802 - John Ella, violinista e direttore d'orchestra britannico († 1888)
- 1804 - Sebastiano Brigidi, patriota, politico e bibliotecario italiano († 1892)
- 1804 - Fitz Henry Lane, pittore statunitense († 1865)
- 1804 - Robert von Salm-Reifferscheidt-Raitz, politico e diplomatico austriaco († 1875)
- 1810 - Nicolò Di Carlo, latinista italiano († 1873)
- 1813 - Jacopo Bernardi, presbitero, educatore e patriota italiano († 1897)
- 1813 - Nelson Dewey, politico statunitense († 1889)
- 1813 - Luigi Mussini, pittore e compositore di scacchi italiano († 1888)
- 1814 - Girolamo De Rada, scrittore, poeta e pubblicista italiano († 1903)
- 1814 - Tomaso Morelli di Popolo, militare italiano († 1859)
- 1814 - Edwin McMasters Stanton, politico statunitense († 1869)
- 1814 - Maria Antonia di Borbone-Due Sicilie, principessa italiana († 1898)
- 1816 - Franz Sacher, pasticciere austriaco († 1907)
- 1817 - Adolf Dobrjan'skyj, patriota, avvocato e politico († 1901)
- 1819 - Felice Govean, giornalista italiano († 1898)
- 1820 - Mary Livermore, giornalista e attivista statunitense († 1905)
- 1821 - Victor Chocquet, collezionista d'arte e mecenate francese († 1891)
- 1821 - Paolo Ercole, politico italiano († 1895)
- 1824 - Arthur Mangin, scrittore e divulgatore scientifico francese († 1887)
- 1824 - Hercules Robinson, funzionario britannico († 1897)
- 1827 - Alessandro Arnaboldi, poeta italiano († 1896)
- 1827 - Giacomo Lignana, linguista italiano († 1891)
- 1827 - Giuseppe Majelli, magistrato e politico italiano († 1914)
- 1828 - George Sutherland-Leveson-Gower, III duca di Sutherland, politico inglese († 1892)
- 1829 - Jane Cunningham Croly, scrittrice e giornalista statunitense († 1901)
- 1829 - Ada Howard, docente statunitense († 1907)
- 1829 - Ludwig Adolph Timotheus Radlkofer, botanico tedesco († 1927)
- 1829 - Vincenzo Trigona, marchese di Canicarao, nobile e politico italiano († 1912)
- 1830 - Susan Huntington Gilbert Dickinson, poetessa statunitense († 1913)
- 1831 - Albert Oppel, geologo e paleontologo tedesco († 1865)
- 1831 - Odoardo Tabacchi, scultore italiano († 1905)
- 1831 - José Evaristo Uriburu, politico e avvocato argentino († 1914)
- 1832 - Izabella Elżbieta Czartoryska, nobildonna e pittrice polacca († 1899)
- 1832 - John Kirk, esploratore, medico e naturalista britannico († 1922)
- 1833 - Luigi Bertelli, pittore italiano († 1916)
- 1833 - Vital Cuinet, geografo e orientalista francese († 1896)
- 1834 - Valentino Carrera, drammaturgo italiano († 1895)
- 1835 - Antonio Gisbert, pittore spagnolo († 1902)
- 1835 - Ronald Leslie-Melville, XI conte di Leven, nobile scozzese († 1906)
- 1837 - Gaetano Caracciolo, politico italiano († 1909)
- 1838 - Clemente Maraini, ingegnere svizzero († 1905)
- 1838 - Wilhelm Oncken, storico tedesco († 1905)
- 1838 - Giuseppe Schiavone, brigante italiano († 1864)
- 1840 - Giulio Ricordi, editore musicale italiano († 1912)
- 1841 - Nikolaj Aleksandrovič Lejkin, scrittore e giornalista russo († 1906)
- 1842 - Luigi Guanella, presbitero italiano († 1915)
- 1843 - Alfonso Badini Confalonieri, avvocato e politico italiano († 1920)
- 1844 - Lujo Brentano, economista e politico tedesco († 1931)
- 1845 - Henri Joseph Anastase Perrotin, astronomo francese († 1904)
- 1847 - Giovambattista Paternò del Toscano, politico italiano († 1916)
- 1848 - Amélie Beaury-Saurel, pittrice francese († 1924)
- 1848 - Théophile Homolle, archeologo, grecista e funzionario francese († 1925)
- 1848 - Jules Richard, fotografo, inventore e imprenditore francese († 1930)
- 1849 - Henry Clay Frick, imprenditore e mecenate statunitense († 1919)
- 1850 - Camille Biot, medico francese († 1918)
- 1850 - Friedrich Lüthi, tiratore a segno svizzero († 1913)
- 1852 - Alfonso Garofalo, imprenditore e politico italiano († 1918)
- 1852 - Albert Abraham Michelson, fisico statunitense († 1931)
- 1853 - Riccardo Antoniazzi, liutaio italiano († 1912)
- 1853 - Michele Bettega, alpinista austriaca († 1937)
- 1854 - Marcel Brillouin, fisico e matematico francese († 1948)
- 1854 - Antonio Migliaccio, presbitero italiano († 1945)
- 1854 - Elizabeth Peckham, aracnologa, entomologa e naturalista statunitense († 1940)
- 1858 - John Hall-Edwards, medico britannico († 1926)
- 1858 - Horace Traubel, scrittore, critico letterario e editore statunitense († 1919)
- 1859 - Berthold Wiese, filologo, critico letterario e traduttore tedesco († 1932)
- 1861 - Tim Boyd, golfista statunitense († 1914)
- 1861 - Giovanni Crupi, fotografo italiano († 1925)
- 1861 - Italo Svevo, scrittore e drammaturgo italiano († 1928)
- 1862 - Vittorio Cian, critico letterario e politico italiano († 1951)
- 1863 - Anselmo Anselmi, notaio italiano († 1943)
- 1863 - Wallace Bryant, arciere statunitense († 1953)
- 1863 - Milka Ternina, soprano croato († 1941)
- 1863 - Ján Čajak, scrittore slovacco († 1944)
- 1864 - William Plunket, V barone Plunket, diplomatico e politico britannico († 1920)
- 1864 - Adolf Sandberger, compositore e musicologo tedesco († 1943)
- 1865 - Hermann Hirt, glottologo e insegnante tedesco († 1936)
- 1865 - Minnie Maddern Fiske, attrice, regista e produttrice teatrale statunitense († 1932)
- 1865 - William Smith, golfista statunitense († 1936)
- 1865 - Angelo Sraffa, giurista e economista italiano († 1937)
- 1866 - Giovanni Bonomi, militare italiano († 1916)
- 1866 - Eugène Grisot, arciere francese († 1936)
- 1868 - Antonio Belloni, critico letterario italiano († 1934)
- 1868 - Josep Comas i Solà, astronomo spagnolo († 1937)
- 1868 - Fausto Gambardella, militare e politico italiano († 1953)
- 1868 - Paul Lebeau, chimico francese († 1959)
- 1868 - Eleanor H. Porter, scrittrice statunitense († 1920)
- 1868 - Guido Semenza, ingegnere italiano († 1929)
- 1868 - Théodore Steeg, politico francese († 1950)
- 1872 - Oreste Benedetti, baritono italiano († 1917)
- 1873 - Giovanni Grasso, attore italiano († 1930)
- 1873 - Alphonse Kirchhoffer, schermidore francese († 1913)
- 1875 - Erich Klossowski, storico dell'arte e pittore tedesco († 1949)
- 1875 - Mileva Marić, fisica serba († 1948)
- 1876 - Carlo Gatti, musicologo e critico musicale italiano († 1965)
- 1876 - Enrique Pla y Deniel, cardinale e arcivescovo cattolico spagnolo († 1968)
- 1876 - Antoni Wilk, insegnante e astronomo polacco († 1940)
- 1877 - Giovanni Bocciardo, imprenditore e calciatore italiano († 1953)
- 1877 - Paolina Olga di Württemberg, principessa († 1965)
- 1877 - Richard Sanford, siepista statunitense († 1966)
- 1879 - Beals Wright, tennista statunitense († 1961)
- 1880 - Boris Nikolaevič Svetlov, regista cinematografico russo († 1943)
- 1880 - Antonio Zotti, militare e marinaio italiano († 1942)
- 1881 - Giovanni Floriano Banelli, dirigente d'azienda e politico italiano († 1956)
- 1881 - John Fraser, calciatore canadese († 1959)
- 1882 - Walter Braunfels, compositore e pianista tedesco († 1954)
- 1882 - Henri Cournollet, giocatore di curling francese († 1971)
- 1882 - Ralph De Palma, pilota automobilistico italiano († 1956)
- 1882 - Bronisław Huberman, violinista polacco († 1947)
- 1883 - Abel Bonnard, poeta, romanziere e saggista francese († 1968)
- 1883 - Guido Gozzano, poeta e scrittore italiano († 1916)
- 1883 - Emil Henriques, velista svedese († 1957)
- 1883 - Gaetano Quagliariello, biochimico e politico italiano († 1957)
- 1883 - Albertus Wielsma, canottiere olandese († 1968)
- 1884 - Gaston Aumoitte, giocatore di croquet francese († 1957)
- 1884 - Lee Pierce Butler, docente statunitense († 1953)
- 1884 - Fernando Liuzzi, compositore e musicologo italiano († 1940)
- 1884 - Antonín Zápotocký, politico cecoslovacco († 1957)
- 1885 - John Lavarack, generale e politico australiano († 1957)
- 1885 - Şehzade Mehmed Burhaneddin, principe ottomano († 1949)
- 1886 - Ángel Herrera Oria, cardinale, vescovo cattolico e politico spagnolo († 1968)
- 1886 - Otto Sponheimer, generale tedesco († 1961)
- 1887 - Luigi De Giudici, pittore italiano († 1955)
- 1887 - Ettore Tibaldi, politico, partigiano e patologo italiano († 1968)
- 1888 - Emilio Canevari, generale e saggista italiano († 1966)
- 1888 - Benigno Carrara, vescovo cattolico italiano († 1974)
- 1888 - Adda Gleason, attrice statunitense († 1971)
- 1888 - Fritz Reiner, direttore d'orchestra ungherese († 1963)
- 1888 - Otto Steinbrinck, militare e imprenditore tedesco († 1949)
- 1889 - Arthur Rosenberg, storico tedesco († 1943)
- 1890 - Walter von Allwoerden, attore tedesco († 1962)
- 1890 - Giuseppe Caimi, militare e calciatore italiano († 1917)
- 1890 - Knud Vermehren, ginnasta danese († 1985)
- 1891 - Edward Raczyński, politico, diplomatico e scrittore polacco († 1993)
- 1891 - Jeanne Vaussard, tennista francese († 1977)
- 1892 - Gerald Nye, politico statunitense († 1971)
- 1893 - Thomas Humphrey Marshall, sociologo inglese († 1981)
- 1893 - Alexis Michiels, ciclista su strada belga († 1976)
- 1893 - Giuseppe Peverelli, politico italiano († 1969)
- 1894 - Paul Baudouin, banchiere e politico francese († 1964)
- 1894 - Paul Dessau, direttore d'orchestra tedesco († 1979)
- 1894 - Ford Frick, giornalista e dirigente sportivo statunitense († 1978)
- 1894 - Eligio Porcu, militare italiano († 1918)
- 1894 - Agostino Setti, militare italiano († 1917)
- 1894 - Richard Vogt, ingegnere aeronautico tedesco († 1979)
- 1895 - Walter Fritzsche, calciatore tedesco († 1956)
- 1895 - Miguel Darío Miranda y Gómez, cardinale e arcivescovo cattolico messicano († 1986)
- 1895 - Maurice Roelants, scrittore e poeta belga († 1966)
- 1897 - Egidio Anceschi, calciatore italiano († 1967)
- 1897 - Louis Darquier de Pellepoix, giornalista e politico francese († 1980)
- 1897 - Dajos Béla, violinista e direttore d'orchestra ucraino († 1978)
- 1897 - Emil Köpplinger, calciatore tedesco († 1988)
- 1897 - Vasco Ronchi, fisico italiano († 1988)
- 1897 - Josef Sloup, calciatore cecoslovacco († 1954)
- 1897 - Rudolf Sloup, allenatore di calcio e calciatore cecoslovacco († 1936)
- 1898 - René Riffaud, militare francese († 2007)
- 1898 - Zheng Zhenduo, archeologo, scrittore e traduttore cinese († 1958)
- 1899 - Jaroslav Cháňa, calciatore cecoslovacco († 2000)
- 1899 - Tony Hinkle, allenatore di pallacanestro, allenatore di football americano e allenatore di baseball statunitense († 1992)
- 1900 - Géza von Cziffra, regista, sceneggiatore e produttore cinematografico ungherese († 1989)
- 1900 - János Hungler, calciatore e allenatore di calcio ungherese († 1970)
- 1900 - Enrique Luño Peña, giurista spagnolo († 1985)
- 1900 - René Rottenfluc, lottatore francese († 1962)

## XX secolo(836)
- 1901 - Angelo Giusti, scacchista italiano († 1986)
- 1901 - Rudolf Hell, inventore e ingegnere tedesco († 2002)
- 1901 - Oliver La Farge, scrittore e antropologo statunitense († 1963)
- 1902 - Dusolina Giannini, soprano statunitense († 1986)
- 1902 - Gustave Lemoine, aviatore francese († 1934)
- 1902 - Feliciano Monti, allenatore di calcio e calciatore italiano († 1990)
- 1902 - Ralph Richardson, attore britannico († 1983)
- 1903 - Pauline Curley, attrice statunitense († 2000)
- 1903 - Ettore Fontana, calciatore e allenatore di calcio italiano († 1978)
- 1903 - François Perroux, economista francese († 1987)
- 1903 - Pietro Secchia, politico e antifascista italiano († 1973)
- 1903 - George Snell, biologo statunitense († 1996)
- 1904 - Eugenio Danese, giornalista e scrittore italiano († 1980)
- 1905 - Nikolaj Batjuk, generale sovietico († 1943)
- 1905 - Dorothy M. Johnson, scrittrice statunitense († 1984)
- 1905 - Henri Lefèbvre, lottatore francese († 1970)
- 1905 - Giovanni Lurani, pilota automobilistico, ingegnere e giornalista italiano († 1995)
- 1905 - Luca Osteria, agente segreto italiano († 1988)
- 1905 - Aldo Salvadori, pittore e illustratore italiano († 2002)
- 1906 - Wilhelm Boger, militare tedesco († 1977)
- 1906 - Václav Brabec, calciatore cecoslovacco († 1989)
- 1906 - Leonid Il'ič Brežnev, politico e militare sovietico († 1982)
- 1907 - Massimiliano Aloisi, patologo e biologo italiano († 1999)
- 1907 - Amerigo Bedetti, calciatore e arbitro di calcio italiano († 1993)
- 1907 - Jimmy McLarnin, pugile canadese († 2004)
- 1907 - Vasja Pirc, scacchista jugoslavo († 1980)
- 1907 - Alberto Spadolini, danzatore, attore e pittore italiano († 1972)
- 1908 - Anne Anastasi, psicologa statunitense († 2001)
- 1908 - Walter Budrun, cestista statunitense († 2003)
- 1908 - Gisèle Freund, fotografa francese († 2000)
- 1909 - Cornelius Chitsulo, vescovo cattolico malawiano († 1984)
- 1909 - Walenty Kłyszejko, cestista e allenatore di pallacanestro estone († 1987)
- 1909 - Isa Pola, attrice italiana († 1984)
- 1909 - Pedro Regueiro, calciatore spagnolo († 1985)
- 1910 - Bertil Berg, pallanuotista svedese († 1989)
- 1910 - Hermann Betschart, canottiere svizzero († 1950)
- 1910 - Jane Fauntz, tuffatrice e nuotatrice statunitense († 1989)
- 1910 - Jean Genet, scrittore, drammaturgo e poeta francese († 1986)
- 1910 - José Lezama Lima, poeta, scrittore e saggista cubano († 1976)
- 1910 - Marceau Lherminé, calciatore francese († 1979)
- 1910 - Helmut Wielandt, matematico tedesco († 2001)
- 1910 - Billie Yorke, tennista britannica († 2000)
- 1911 - José Carlos Godoy, cestista peruviano († 1988)
- 1911 - Gusztáv Juhász, calciatore rumeno († 2003)
- 1911 - Federico di Prussia, principe tedesco († 1966)
- 1912 - Gerhard Schöpfel, aviatore tedesco († 2003)
- 1913 - Ansa Ikonen, attrice e regista finlandese († 1989)
- 1913 - Juan Landázuri Ricketts, cardinale e arcivescovo cattolico peruviano († 1997)
- 1913 - Henri Lesmayoux, cestista francese († 1999)
- 1913 - Pedro Pompei, calciatore argentino
- 1913 - Ernst Stuhlinger, ingegnere tedesco († 2008)
- 1913 - Gigi Vitali, alpinista e militare italiano († 1962)
- 1914 - Pietro Brandani, calciatore italiano
- 1915 - Ed Campion, cestista statunitense († 2005)
- 1915 - Jacques Dupont, biblista e presbitero belga († 1998)
- 1915 - Gigi Ghò, architetto e ingegnere italiano († 1998)
- 1915 - Godfrey Okoye, vescovo cattolico nigeriano († 1977)
- 1915 - Édith Piaf, cantautrice francese († 1963)
- 1915 - Claudia Testoni, ostacolista, velocista e lunghista italiana († 1998)
- 1915 - Phil Woolpert, cestista e allenatore di pallacanestro statunitense († 1987)
- 1916 - Roy Ward Baker, regista britannico († 2010)
- 1916 - Manoel de Barros, poeta brasiliano († 2014)
- 1916 - Manlio Biccolini, aviatore e generale italiano († 1991)
- 1916 - Giulio Colombi, calciatore italiano († 1999)
- 1916 - Italo De Tuddo, sceneggiatore italiano († 1985)
- 1916 - Amedeo Degli Esposti, calciatore italiano († 2007)
- 1916 - Elisabeth Noelle-Neumann, sociologa tedesca († 2010)
- 1916 - Alan Walsh, fisico e chimico britannico († 1998)
- 1917 - Paul Brinegar, attore statunitense († 1995)
- 1917 - Robert Mantran, storico e turcologo francese († 1999)
- 1917 - Graham Sharp, pattinatore artistico su ghiaccio britannico († 1995)
- 1918 - Manlio Cortelazzo, linguista italiano († 2009)
- 1918 - Professor Longhair, pianista e cantante statunitense († 1980)
- 1919 - Tat'jana Nikolaevna Baramzina, militare sovietica († 1944)
- 1919 - Bjørn Berger, calciatore norvegese († 1995)
- 1919 - Aldo Caserta, presbitero e teologo italiano († 2017)
- 1919 - Renato Caserta, giornalista e scrittore italiano († 2007)
- 1919 - Herbert Hoffmann, fotografo tedesco († 2010)
- 1919 - Giacomo Perlasca, ufficiale, partigiano e antifascista italiano († 1944)
- 1919 - Guglielmo Zucconi, giornalista, scrittore e politico italiano († 1998)
- 1919 - Matt Zunic, cestista e allenatore di pallacanestro statunitense († 2006)
- 1920 - Eros Bellinelli, giornalista, autore televisivo e conduttore televisivo svizzero († 2019)
- 1920 - Little Jimmy Dickens, cantante statunitense († 2015)
- 1920 - Lazar Mojsov, politico jugoslavo († 2011)
- 1920 - Graziana Pentich, pittrice, scrittrice e poetessa italiana († 2013)
- 1920 - Giorgio Zanotto, politico e dirigente d'azienda italiano († 1999)
- 1921 - Mikayıl Abdullayev, pittore azero († 2002)
- 1921 - Ghigo De Chiara, drammaturgo, critico letterario e sceneggiatore italiano († 1995)
- 1921 - Christian Kipfer, ginnasta svizzero († 2009)
- 1921 - Adolf Wiklund, biatleta svedese († 1970)
- 1921 - Wu Xueqian, diplomatico e politico cinese († 2008)
- 1922 - Marian Biskup, storico polacco († 2012)
- 1922 - Niels Holst-Sørensen, velocista e mezzofondista danese († 2023)
- 1922 - Georg Monsen, allenatore di calcio e calciatore norvegese († 2015)
- 1922 - Angiolo Silvio Ori, giornalista italiano († 2004)
- 1922 - Marialfredo Sbriziolo, architetto e docente italiano († 2014)
- 1923 - Giuseppe Baiocchi, calciatore e allenatore di calcio italiano († 2012)
- 1923 - Maurice Bellet, presbitero, filosofo e teologo francese († 2018)
- 1923 - Armando Filiput, ostacolista italiano († 1982)
- 1923 - Caio Mario Garrubba, fotoreporter italiano († 2015)
- 1923 - Luigi Innocenti, imprenditore italiano († 1995)
- 1923 - Gordon Jackson, attore scozzese († 1990)
- 1923 - Onofre Marimón, pilota automobilistico argentino († 1954)
- 1923 - Lodovico Maschiella, politico e giornalista italiano († 1987)
- 1923 - Oriano Ripoli, politico italiano († 2019)
- 1923 - Robert Vance Bruce, storico statunitense († 2008)
- 1923 - Javier de la Torre, allenatore di calcio e calciatore messicano († 2006)
- 1924 - Giuseppe Cavagnero, calciatore italiano († 2000)
- 1924 - Carlo Chiti, ingegnere italiano († 1994)
- 1924 - Doug Harvey, hockeista su ghiaccio canadese († 1989)
- 1924 - Alberto Lupo, attore e conduttore televisivo italiano († 1984)
- 1924 - Edmund Purdom, attore e doppiatore britannico († 2009)
- 1924 - Michel Tournier, scrittore francese († 2016)
- 1924 - Renato Traiola, pallanuotista italiano († 1988)
- 1924 - Cicely Tyson, attrice, modella e scrittrice statunitense († 2021)
- 1925 - Rabah Bitat, politico algerino († 2000)
- 1925 - Tankred Dorst, scrittore tedesco († 2017)
- 1925 - Jacques Fatton, calciatore svizzero († 2011)
- 1925 - Luigi Genovese, politico italiano († 2015)
- 1925 - Peter Harris, calciatore inglese († 2003)
- 1925 - Lepa Radić, partigiana e antifascista jugoslava († 1943)
- 1925 - Robert B. Sherman, compositore e paroliere statunitense († 2012)
- 1926 - Vincenzo Bombardieri, politico italiano († 2013)
- 1926 - Alfa Castaldi, fotografo italiano († 1995)
- 1926 - Eckart Dux, attore e doppiatore tedesco († 2024)
- 1926 - Armando Grava, partigiano e antifascista italiano († 1945)
- 1926 - Hans Henn, bobbista tedesco († 1993)
- 1926 - Bobby Layne, giocatore di football americano statunitense († 1986)
- 1926 - José Olguín, pallanuotista messicano († 1998)
- 1926 - Robert Osserman, matematico statunitense († 2011)
- 1927 - Remo Capitani, attore e stuntman italiano († 2014)
- 1927 - Michele De Benedictis, economista italiano († 2016)
- 1927 - Gao Yaojie, ginecologa cinese († 2023)
- 1927 - Norman Lamm, rabbino, filosofo e educatore statunitense († 2020)
- 1927 - Paul Guers, attore francese († 2016)
- 1928 - Herbert Bötticher, attore e regista tedesco († 2008)
- 1928 - Natale Gottardo, politico italiano († 2011)
- 1928 - Giacomo Leopardi, politico italiano († 2015)
- 1928 - Rubens Minelli, allenatore di calcio, dirigente sportivo e calciatore brasiliano († 2023)
- 1928 - Andrés Prieto, calciatore cileno († 2022)
- 1928 - Guy Razanamasy, politico malgascio († 2011)
- 1928 - Giovanni Zamperlini, calciatore italiano († 1988)
- 1928 - Maria Luisa Zeri, soprano italiano († 2015)
- 1929 - Bob Brookmeyer, trombonista, compositore e pianista statunitense († 2011)
- 1929 - Lorenzo Buffon, ex calciatore italiano
- 1929 - Pentti Hämäläinen, pugile finlandese († 1984)
- 1929 - Howard Sackler, drammaturgo e sceneggiatore statunitense († 1982)
- 1930 - John Bone, calciatore inglese († 2002)
- 1930 - Evgenij Maskinskov, marciatore sovietico († 1985)
- 1930 - Georg Stollenwerk, calciatore tedesco († 2014)
- 1931 - Dalton Baldwin, pianista statunitense († 2019)
- 1931 - Ertem Göreç, regista e cestista turco († 2021)
- 1931 - Christine Laszar, attrice tedesca († 2021)
- 1931 - Francesco Sabatini, linguista, filologo e lessicografo italiano
- 1931 - José Vicente Train, ex calciatore spagnolo
- 1932 - Osvalda Giardi, altista e multiplista italiana († 2019)
- 1932 - Thomas Hunter, attore statunitense († 2017)
- 1932 - André Lochon, pallanuotista francese († 2014)
- 1932 - Alfredo Mariotti, basso italiano († 2009)
- 1932 - Jim Paxson, cestista statunitense († 2014)
- 1932 - Bernhard Vogel, politico tedesco († 2025)
- 1933 - Jim Fotheringham, calciatore scozzese († 1977)
- 1933 - Kevan Gosper, velocista australiano († 2024)
- 1933 - Giorgio Padoan, filologo e critico letterario italiano († 1999)
- 1933 - Galina Volček, attrice, direttrice artistica e politica sovietica († 2019)
- 1934 - Aki Aleong, attore trinidadiano († 2025)
- 1934 - Rudi Carrell, cantante e showman olandese († 2006)
- 1934 - Al Kaline, giocatore di baseball statunitense († 2020)
- 1934 - Antonio Mazzone, politico italiano († 2022)
- 1934 - Pratibha Patil, politica indiana
- 1934 - László Pál, ex calciatore ungherese
- 1934 - Ignacio Pérez, calciatore colombiano († 2009)
- 1935 - Syd Field, sceneggiatore statunitense († 2013)
- 1935 - Luis Landriscina, attore e scrittore argentino
- 1935 - Bobby Timmons, pianista e compositore statunitense († 1974)
- 1935 - Gary Vaughn, sciatore alpino e allenatore di sci alpino statunitense († 2015)
- 1936 - Marian McKnight, ex modella statunitense
- 1936 - Elda Miers, cestista paraguaiana († 2022)
- 1937 - Santo Amonti, ex pugile italiano
- 1937 - Mahmoud Cherif Bassiouni, giurista egiziano († 2017)
- 1937 - Mirando Haz, incisore, disegnatore e pittore italiano († 2018)
- 1937 - Milcho Leviev, compositore, pianista e arrangiatore statunitense († 2019)
- 1937 - Wayne Maunder, attore statunitense († 2018)
- 1937 - Barry Mazur, matematico statunitense
- 1937 - Adriano Reginato, ex calciatore italiano
- 1937 - Rosanna Vaudetti, annunciatrice televisiva e conduttrice televisiva italiana
- 1938 - Jay Arnette, ex cestista statunitense
- 1938 - Terence Brain, vescovo cattolico britannico
- 1938 - Jean-Louis Fournier, scrittore, saggista e regista francese
- 1938 - Peter H. Hunt, regista statunitense († 2020)
- 1938 - Eric Hänni, judoka svizzero († 2024)
- 1938 - Karel Svoboda, compositore ceco († 2007)
- 1938 - Jaime Sánchez, attore portoricano
- 1938 - Heinrich August Winkler, storico tedesco
- 1939 - Philippe Adrien, regista teatrale, sceneggiatore e scrittore francese († 2021)
- 1939 - Franco Imposimato, sindacalista italiano († 1983)
- 1939 - Daria Minucci, politica italiana
- 1939 - Rosa Salhuana, cestista peruviana († 2023)
- 1939 - Jörg Wunderlich, aracnologo, paleontologo e biologo tedesco
- 1940 - Zvonko Bego, calciatore jugoslavo († 2018)
- 1940 - Phil Ochs, cantautore statunitense († 1976)
- 1941 - Lee Myung-bak, politico sudcoreano
- 1941 - Simona Marchini, attrice, conduttrice televisiva e comica italiana
- 1941 - Piero Pellicini, politico italiano († 2012)
- 1941 - Maurice White, cantautore, musicista e produttore discografico statunitense († 2016)
- 1942 - Nikolaj Timofeevič Antoškin, generale e politico russo († 2021)
- 1942 - Cornell Dupree, chitarrista statunitense († 2011)
- 1942 - Roby Ferrante, cantante e compositore italiano († 1966)
- 1942 - Rolf Furuli, linguista, filologo e traduttore norvegese
- 1942 - Heywood Gould, regista e sceneggiatore statunitense
- 1942 - Jean-Patrick Manchette, scrittore, sceneggiatore e critico letterario francese († 1995)
- 1942 - Milan Milutinović, politico e diplomatico serbo († 2023)
- 1942 - Gene Okerlund, personaggio televisivo, conduttore televisivo e disc jockey statunitense († 2019)
- 1942 - Rufus, attore e musicista francese
- 1942 - Bruno Tinti, magistrato, giornalista e editore italiano († 2021)
- 1942 - Mario Zelinotti, cantante italiano († 2013)
- 1943 - Mulatu Astatke, musicista etiope
- 1943 - Francesco Fontana, dirigente sportivo italiano
- 1943 - Jimmy Mackay, calciatore australiano († 1998)
- 1943 - Ron Schock, ex hockeista su ghiaccio canadese
- 1944 - Fred Callaghan, allenatore di calcio e calciatore inglese († 2022)
- 1944 - William Christie, clavicembalista e direttore d'orchestra statunitense
- 1944 - Paul Corner, storico inglese
- 1944 - Mitchell Feigenbaum, matematico e fisico statunitense († 2019)
- 1944 - Sata Isobe, pallavolista giapponese († 2016)
- 1944 - Richard Leakey, paleontologo e politico keniota († 2022)
- 1944 - Alvin Lee, chitarrista, cantante e compositore britannico († 2013)
- 1944 - Gianmario Pellizzari, politico italiano († 2022)
- 1944 - Tim Reid, attore, produttore televisivo e regista statunitense
- 1944 - Pete Staples, bassista e cantante britannico
- 1944 - Zal Yanovsky, chitarrista e cantante canadese († 2002)
- 1945 - Zagalav Abdulbekov, ex lottatore sovietico
- 1945 - Jack Fisk, scenografo e regista statunitense
- 1945 - Claudine Hermann, fisica e attivista francese († 2021)
- 1945 - Brian Joicey, ex calciatore inglese
- 1945 - Elaine Joyce, attrice statunitense
- 1945 - Giuseppe Valentino, avvocato e politico italiano
- 1946 - Fabrizio Felice Bracco, politico italiano
- 1946 - Giuseppe De Facendis, fumettista italiano
- 1946 - Willie Johnston, ex calciatore scozzese
- 1946 - Gregorio Martínez Sacristán, vescovo cattolico spagnolo († 2019)
- 1946 - Jean-Christophe Mitterrand, giornalista e imprenditore francese
- 1946 - Aldo Reggiani, attore e doppiatore italiano († 2013)
- 1946 - Robert Urich, attore statunitense († 2002)
- 1947 - Sylviane Ainardi, politica francese
- 1947 - Jimmy Bain, bassista britannico († 2016)
- 1947 - Joe DePre, ex cestista statunitense
- 1947 - A.D.G., giornalista e scrittore francese († 2004)
- 1947 - Janie Fricke, cantautrice statunitense
- 1947 - Claude Peter, cestista francese († 2022)
- 1948 - Jee Yong-ju, pugile sudcoreano († 1985)
- 1948 - Enemésio Ângelo Lazzaris, vescovo cattolico e religioso brasiliano († 2020)
- 1948 - Sam Lenarduzzi, ex calciatore italiano
- 1948 - Anatolij Nazarenko, ex lottatore sovietico
- 1948 - Christopher William Stearns, attore statunitense († 2009)
- 1948 - Roberto Vannozzi, ex tiratore a segno italiano
- 1949 - Gérard Cartier, ingegnere e poeta francese
- 1949 - Sebastian, musicista, cantante e compositore danese
- 1949 - Christian Dalger, calciatore e allenatore di calcio francese († 2023)
- 1949 - Le Ly Hayslip, scrittrice e filantropa vietnamita
- 1949 - Nasser Hejazi, allenatore di calcio e calciatore iraniano († 2011)
- 1949 - Carlos Gomes Júnior, politico guineense
- 1949 - Jupp Kapellmann, ex calciatore tedesco
- 1949 - Claudia Kolb, ex nuotatrice statunitense
- 1949 - Nancy Kyes, attrice statunitense
- 1949 - Ettore Liguori, politico e imprenditore italiano
- 1949 - Kjell Nilsson, ex culturista, ex sollevatore e attore svedese
- 1949 - Lenny White, batterista statunitense
- 1949 - Carmelo Zammit, vescovo cattolico e teologo maltese
- 1950 - Jürgen Fuchs, scrittore tedesco († 1999)
- 1950 - Peter Osborne, ex calciatore inglese
- 1950 - Tino Pietrogiovanna, allenatore di sci alpino e ex sciatore alpino italiano
- 1950 - Jean Portante, poeta lussemburghese
- 1950 - Imerio Testori, pilota motociclistico italiano († 1976)
- 1951 - Teodolinda Barolini, italianista, saggista e filologa statunitense
- 1951 - Leonard Gray, cestista statunitense († 2006)
- 1951 - Fred Leslie, ex astronauta statunitense
- 1951 - Migueli, ex calciatore spagnolo
- 1951 - Alvin Eliot Roth, economista statunitense
- 1951 - Anette Rückes, ex velocista tedesca
- 1951 - Stenio Solinas, giornalista e saggista italiano
- 1951 - Ivano Tagliaferri, scrittore e sociologo italiano
- 1952 - Paul-Siméon Ahouanan Djro, arcivescovo cattolico ivoriano († 2024)
- 1952 - Gianfranco Conte, politico italiano
- 1952 - Giorgio Gandini, politico italiano
- 1952 - Christian Harbulot, economista e politologo francese
- 1952 - Scott Lloyd, ex cestista e allenatore di pallacanestro statunitense
- 1952 - Giuliano Manfredi, ex calciatore italiano
- 1952 - Walter Murphy, compositore, arrangiatore e cantautore statunitense
- 1952 - Ornella Rizzo, tiratrice a segno e arciera italiana († 2017)
- 1952 - Linda Woolverton, sceneggiatrice e scrittrice statunitense
- 1953 - Mariza Antonietta Bafile, politica italiana
- 1953 - Ronald Hutton, storico britannico
- 1953 - Magda Kerssebeeck, ex cestista belga
- 1953 - Michal Klasa, ex ciclista su strada ceco
- 1953 - Jan Knudsen, calciatore norvegese († 1999)
- 1953 - Benoît Régent, attore francese († 1994)
- 1954 - Gianluca Bocchi, filosofo italiano
- 1954 - Ruggero Casari, allenatore di calcio e ex calciatore italiano
- 1954 - Colleen Fitzpatrick, attrice e cantante statunitense
- 1954 - Matteo Guarnaccia, artista, critico d'arte e viaggiatore italiano († 2022)
- 1954 - Nikolaus Messmer, vescovo cattolico kazako († 2016)
- 1954 - Tim Parks, scrittore e giornalista britannico
- 1954 - Andrzej Sekuła, regista e direttore della fotografia polacco
- 1955 - Alfredo Castro, attore e regista teatrale cileno
- 1955 - Gianni De Berardinis, disc jockey, chitarrista e conduttore radiofonico italiano
- 1955 - Marek Dziuba, ex calciatore polacco
- 1955 - Gerhard Heer, ex schermidore tedesco
- 1955 - Ann Misiewicz, ex cestista australiana
- 1955 - Rob Portman, politico e avvocato statunitense
- 1955 - Federico Sanguineti, filologo e italianista italiano († 2025)
- 1955 - Thaisa Storchi Bergmann, astrofisica brasiliana
- 1955 - Alessandro Vivarelli, attore, sceneggiatore e produttore cinematografico italiano († 1996)
- 1956 - Bruno Alicata, politico italiano
- 1956 - Andrew Eugene Bellisario, arcivescovo cattolico statunitense
- 1956 - Roberto Bignoli, cantautore italiano († 2018)
- 1956 - Zbigniew Bogucki, ex cestista polacco
- 1956 - Jimmy Cauty, musicista e artista britannico
- 1956 - Natale De Grazia, militare italiano († 1995)
- 1956 - Claudio De Miro, ex tuffatore italiano
- 1956 - Alan Eustace, informatico statunitense
- 1956 - Jens Fink-Jensen, poeta, scrittore e fotografo danese
- 1956 - Michele Giardiello, politico italiano
- 1956 - Johnnie Lynn, ex giocatore di football americano e allenatore di football americano statunitense
- 1956 - Merzbow, musicista giapponese
- 1956 - Lynn N. Rivers, politica e insegnante statunitense
- 1957 - Olaf Bär, baritono tedesco
- 1957 - Cyril Collard, scrittore, regista e attore francese († 1993)
- 1957 - Michael Fossum, ex astronauta statunitense
- 1957 - John Gulager, attore, regista e direttore della fotografia statunitense
- 1957 - Jūrōta Kosugi, doppiatore giapponese
- 1957 - Eric Marienthal, sassofonista e flautista statunitense
- 1957 - Kevin McHale, ex cestista, allenatore di pallacanestro e dirigente sportivo statunitense
- 1957 - Satoru Otomo, astronomo giapponese
- 1957 - Burkhard Schröder, ex cestista tedesco
- 1957 - Pablo Elier Sánchez, allenatore di calcio cubano
- 1957 - Joan Tuset Suau, pittore e scultore spagnolo
- 1957 - Masami Yūki, fumettista e character designer giapponese
- 1958 - Shelah Allison, ex cestista peruviana
- 1958 - Limahl, cantante britannico
- 1958 - Steven Isserlis, violoncellista e scrittore inglese
- 1958 - Michael Mainelli, economista britannico
- 1958 - Dino Mangiero, ex giocatore di football americano statunitense
- 1958 - Viktorija, cantante serba
- 1958 - Brennen Msiska, ex calciatore e ex giocatore di calcio a 5 zimbabwese
- 1958 - Mike Wilson, ex giocatore di football americano statunitense
- 1959 - Bruno Bilotta, attore italiano
- 1959 - Marija Matios, scrittrice e poetessa ucraina
- 1959 - Jonathan McKee, ex velista statunitense
- 1959 - Päivi Räsänen, politica finlandese
- 1959 - Yasuhito Suzuki, preparatore atletico e ex calciatore giapponese
- 1959 - Iván Vallejo, alpinista ecuadoriano
- 1959 - Frank Zagarino, attore, sceneggiatore e produttore cinematografico statunitense
- 1960 - Geremia Di Costanzo, taekwondoka italiano
- 1960 - Donatella Duranti, politica italiana
- 1960 - Frank Galan, cantante belga
- 1960 - Marco Guadagno, attore, doppiatore e direttore del doppiaggio italiano
- 1960 - Raffaella Fiormaria Marin, psicologa e politica italiana
- 1961 - Eric Allin Cornell, fisico statunitense
- 1961 - Walter Argentin, ex judoka italiano
- 1961 - Giovanni Boncoddo, attore e regista italiano
- 1961 - Juan Martín Coggi, ex pugile argentino
- 1961 - Scott Cohen, attore statunitense
- 1961 - Mauro Galvão, ex calciatore e allenatore di calcio brasiliano
- 1961 - Il Generale, cantante italiano
- 1961 - Abigail Johnson, imprenditrice statunitense
- 1961 - Graham King, produttore cinematografico britannico
- 1961 - Soane Patita Paini Mafi, cardinale e vescovo cattolico tongano
- 1961 - Bernard Makuza, politico ruandese
- 1961 - Matthew Waterhouse, attore britannico
- 1961 - Reggie White, giocatore di football americano statunitense († 2004)
- 1962 - Giacomo Agosti, scrittore, produttore teatrale e artista italiano
- 1962 - Gary Fleder, regista e sceneggiatore statunitense
- 1962 - Ethan Horton, ex giocatore di football americano statunitense
- 1962 - Ron Kellogg, ex cestista statunitense
- 1962 - Aleksandr Nesis, imprenditore russo
- 1962 - Anthony Red Rose, cantautore giamaicano
- 1962 - Fausto Salsano, allenatore di calcio e ex calciatore italiano
- 1962 - Jill Talley, attrice, comica e doppiatrice statunitense
- 1963 - Jennifer Beals, attrice statunitense
- 1963 - Toshiyuki Kubooka, animatore e regista giapponese
- 1963 - Helmut Leder, psicologo tedesco
- 1963 - Cristina Marcos, attrice e conduttrice televisiva spagnola
- 1963 - Bettina Redlich, attrice austriaca
- 1963 - Hans Reiser, programmatore statunitense
- 1963 - Paul Rhys, attore gallese
- 1963 - Til Schweiger, attore, regista e produttore cinematografico tedesco
- 1964 - Angelo Baiguini, conduttore radiofonico e conduttore televisivo italiano
- 1964 - Ben Becker, attore e cantante tedesco
- 1964 - Thomas Brussig, scrittore tedesco
- 1964 - Béatrice Dalle, attrice francese
- 1964 - Winston Garland, ex cestista statunitense
- 1964 - Phil Gee, ex calciatore inglese
- 1964 - Pavlo Jakovenko, allenatore di calcio e ex calciatore ucraino
- 1964 - John Keenan, vescovo cattolico scozzese
- 1964 - Randall McDaniel, giocatore di football americano statunitense
- 1964 - Carmen María Montiel, modella venezuelana
- 1964 - Wojciech Polak, arcivescovo cattolico polacco
- 1964 - Arvydas Sabonis, ex cestista e dirigente sportivo lituano
- 1965 - Adam Fiedler, ex cestista e allenatore di pallacanestro polacco
- 1965 - Pippo Matino, bassista italiano
- 1965 - Jorge Paixão, allenatore di calcio e ex calciatore portoghese
- 1965 - Jessica Steen, attrice canadese
- 1965 - Ari Suhonen, ex mezzofondista finlandese
- 1965 - Jesús Tejero, ex calciatore spagnolo
- 1966 - Laurent Bénézech, ex rugbista a 15 francese
- 1966 - Armen Gyowlbowdaġyanc', allenatore di calcio e ex calciatore armeno
- 1966 - Keiko Ichiguchi, fumettista e scrittrice giapponese
- 1966 - Robert MacNaughton, attore statunitense
- 1966 - Branislav Prelević, ex cestista, allenatore di pallacanestro e dirigente sportivo serbo
- 1966 - Elwood Reid, scrittore, sceneggiatore e produttore televisivo statunitense
- 1966 - Alberto Tomba, ex sciatore alpino italiano
- 1967 - Criss Angel, illusionista, attore e musicista statunitense
- 1967 - Charles Austin, ex altista statunitense
- 1967 - Andrea Bottazzi, dirigente sportivo e ex calciatore italiano
- 1967 - Pat Fallon, politico statunitense
- 1967 - Roland Hennig, ex pistard tedesco
- 1967 - Toshinobu Kawai, ex pattinatore di short track giapponese
- 1967 - Jens Lehmann, politico, ex pistard e ciclista su strada tedesco
- 1967 - Cristiana Mainardi, sceneggiatrice e produttrice cinematografica italiana
- 1967 - Ago Panini, regista, bassista e pubblicitario italiano
- 1968 - Fahad Al Kuwari, ex calciatore qatariota
- 1968 - Jean-Claude Cassini, fumettista francese († 2023)
- 1968 - Claudio Clementi, allenatore di calcio e ex calciatore italiano
- 1968 - Marcial Di Fonzo Bo, attore argentino
- 1968 - Remo Lederer, ex saltatore con gli sci tedesco
- 1968 - Ken Marino, attore e sceneggiatore statunitense
- 1968 - Elvis Nolasco, attore statunitense
- 1968 - Julija Pajevs'ka, attivista e atleta ucraina
- 1968 - Antonio Rossi, politico e ex canoista italiano
- 1968 - Derek Webster, attore statunitense
- 1969 - Florinda Andreucci, ex maratoneta e mezzofondista italiana
- 1969 - Lucilla Andreucci, ex maratoneta e mezzofondista italiana
- 1969 - César Arranz, ex cestista spagnolo
- 1969 - Michael Bates, ex velocista e ex giocatore di football americano statunitense
- 1969 - Renato Buso, allenatore di calcio e ex calciatore italiano
- 1969 - Santana Dotson, ex giocatore di football americano statunitense
- 1969 - Tom Gugliotta, ex cestista statunitense
- 1969 - Richard Hammond, conduttore televisivo, conduttore radiofonico e pilota automobilistico britannico
- 1969 - David Hillier, ex calciatore inglese
- 1969 - Əzizə Mustafazadə, cantante, pianista e compositrice azera
- 1969 - Carlos Retegui, ex hockeista su prato e allenatore di hockey su prato argentino
- 1969 - Kristy Swanson, attrice statunitense
- 1970 - Sossio Aruta, calciatore e personaggio televisivo italiano
- 1970 - Tyson Beckford, supermodello e attore statunitense
- 1970 - Gonzalo Camardón, ex rugbista a 15 e allenatore di rugby a 15 argentino
- 1970 - Jonathan Cleveland, ex nuotatore canadese
- 1970 - Giuseppa Finocchiaro, calciatrice italiana
- 1970 - Tim Follin, compositore britannico
- 1970 - Technoboy, disc jockey e produttore discografico italiano
- 1970 - Junior Jones, ex pugile statunitense
- 1970 - Hideki Kamiya, autore di videogiochi giapponese
- 1970 - Ursina Lardi, attrice svizzera
- 1970 - Cristian Montecinos, ex calciatore cileno
- 1970 - Titti Rodling, ex sciatrice alpina svedese
- 1970 - Adrian Smith, politico statunitense
- 1970 - Nagaru Tanigawa, scrittore e fumettista giapponese
- 1970 - Wang Zhidan, ex cestista cinese
- 1970 - Stefano Zavattoni, pianista, compositore e arrangiatore italiano
- 1971 - Oren Amiel, allenatore di pallacanestro e ex cestista israeliano
- 1971 - Peter van den Berg, allenatore di calcio e ex calciatore olandese
- 1971 - Gianluca Costantini, fumettista italiano
- 1971 - Amy Locane, attrice statunitense
- 1971 - Rohey Malick Lowe, politica gambiana
- 1971 - Julio Mazzoleni, politico e medico paraguaiano
- 1971 - Karen Pickering, ex nuotatrice britannica
- 1971 - Maria Samoroukova, ex cestista russa
- 1971 - Elodie Treccani, attrice italiana
- 1971 - Fabio Vittorini, critico letterario italiano
- 1971 - Figen Yüksekdağ, politica e giornalista turca
- 1972 - Rosa Blasi, attrice statunitense
- 1972 - Cristina Canziani, pianista italiana
- 1972 - Isabella Cecchi, attrice e sceneggiatrice italiana
- 1972 - Hady Khashaba, ex calciatore egiziano
- 1972 - Michael Ludwig, schermidore austriaco
- 1972 - Alyssa Milano, attrice, doppiatrice e cantante statunitense
- 1972 - Manuel Albino Morim Maçães, allenatore di calcio e ex calciatore portoghese
- 1972 - Warren Sapp, ex giocatore di football americano statunitense
- 1972 - Kamila Vodičková, ex cestista ceca
- 1972 - Yang Gyeong-min, ex cestista sudcoreano
- 1973 - Sébastien Demarbaix, dirigente sportivo e ex ciclista su strada belga
- 1973 - Wender, disc jockey, conduttore radiofonico e tecnico del suono italiano
- 1973 - Michalīs Grīgoriou, allenatore di calcio e ex calciatore greco
- 1973 - Reggie Jackson, ex cestista statunitense
- 1973 - Anika Larsen, attrice e cantante statunitense
- 1973 - Reyes Maroto, politica e economista spagnola
- 1973 - Thora Meyer-Efland, ex pentatleta tedesca
- 1973 - Paul Roberts, giocatore di calcio a 5 australiano
- 1973 - Takashi Sorimachi, attore giapponese
- 1973 - Vrbica Stefanov, ex cestista e allenatore di pallacanestro macedone
- 1973 - Kebu Stewart, ex cestista statunitense
- 1973 - Erick Wainaina, maratoneta keniota
- 1973 - Zul'fija Zabirova, dirigente sportiva e ex ciclista su strada russa
- 1974 - Gălăbin Boevski, ex sollevatore bulgaro
- 1974 - Felipe López, ex cestista dominicano
- 1974 - Migé Amour, bassista finlandese
- 1974 - Kwame Nkrumah-Acheampong, ex sciatore alpino ghanese
- 1974 - Jake Plummer, ex giocatore di football americano statunitense
- 1974 - Ricky Ponting, crickettista australiano
- 1974 - Slaven Rimac, allenatore di pallacanestro e ex cestista croato
- 1974 - Mariano Tallaferro, allenatore di calcio a 5 e ex giocatore di calcio a 5 argentino
- 1974 - Bryant Westbrook, ex giocatore di football americano statunitense
- 1974 - Valerij Zaikin, pentatleta russo
- 1974 - Jasmila Žbanić, regista, sceneggiatrice e produttrice cinematografica bosniaca
- 1975 - Matteo Beltrami, direttore d'orchestra italiano
- 1975 - Nacho Biota, ex cestista spagnolo
- 1975 - Ian Ciantar, ex calciatore maltese
- 1975 - Claire Cox, attrice inglese
- 1975 - Fabio Di Sauro, ex calciatore italiano
- 1975 - Don Elgin, atleta paralimpico australiano
- 1975 - Kristin Folkl, ex cestista e ex pallavolista statunitense
- 1975 - Sohee Park, attore giapponese
- 1975 - Brandon Sanderson, scrittore statunitense
- 1975 - Winarni Binti Slamet, ex sollevatrice indonesiana
- 1975 - Jeremy Soule, compositore statunitense
- 1975 - Olivier Tébily, ex calciatore ivoriano
- 1975 - Gustavo de la Parra, ex calciatore spagnolo
- 1976 - Bindu De Stoppani, regista e attrice italiana
- 1976 - Carlos Fangueiro, allenatore di calcio e ex calciatore portoghese
- 1976 - Theo Lucius, allenatore di calcio e ex calciatore olandese
- 1976 - Karl Paquette, ex ballerino francese
- 1976 - Idris Saïdou, giocatore di beach soccer francese
- 1977 - Carlos Barrionuevo, calciatore argentino († 2015)
- 1977 - Jorge Garbajosa, dirigente sportivo e ex cestista spagnolo
- 1977 - Laura Gramuglia, conduttrice radiofonica, disc jockey e scrittrice italiana
- 1977 - LaTasha Jenkins, ex velocista statunitense
- 1977 - Daisy Pirovano, politica italiana
- 1977 - Samy Deluxe, rapper tedesco
- 1977 - Kerstin Szymkowiak, ex skeletonista tedesca
- 1977 - Tamara Boroš, tennistavolista croata
- 1977 - Elisa, cantautrice e produttrice discografica italiana
- 1978 - Ahmad Abdalla, regista e produttore cinematografico egiziano
- 1978 - Carlos Aguiar, ex calciatore uruguaiano
- 1978 - Régis Boissié, allenatore di pallacanestro e ex cestista francese
- 1978 - Mariame Dia, ex cestista senegalese
- 1978 - Matt Dunning, rugbista a 15 australiano
- 1978 - Nicolas Fritsch, ex ciclista su strada francese
- 1978 - Víctor Rubén López, ex calciatore argentino
- 1978 - Dan Morgan, ex giocatore di football americano e dirigente sportivo statunitense
- 1978 - Lee-Roy Newton, ex velocista sudafricano
- 1978 - Toni Soldevilla, ex calciatore spagnolo
- 1978 - Ape, rapper italiano
- 1978 - Pierre Wajoka, ex calciatore francese
- 1978 - Wisin, rapper portoricano
- 1979 - Emanuele Blandamura, pugile italiano
- 1979 - Danilo Contaldo, conduttore radiofonico, comico e scrittore italiano
- 1979 - Jetzabel Del Valle, allenatrice di pallavolo e ex pallavolista portoricana
- 1979 - Nathaniel Hackett, allenatore di football americano statunitense
- 1979 - Nicki Hunter, ex attrice pornografica, regista e produttrice cinematografica statunitense
- 1979 - Paola Rey, attrice colombiana
- 1979 - Robin Sloan, scrittore statunitense
- 1980 - Thomas Borenitsch, ex calciatore austriaco
- 1980 - Fabian Bourzat, ex danzatore su ghiaccio francese
- 1980 - Rəcəb Fərəczadə, ex giocatore di calcio a 5 e ex calciatore azero
- 1980 - Jake Gyllenhaal, attore e produttore cinematografico statunitense
- 1980 - Justin Hamilton, ex cestista statunitense
- 1980 - Jessica Bangkok, attrice pornografica statunitense
- 1980 - Jaakko Nyberg, ex calciatore finlandese
- 1980 - Fernanda Oliveira, velista brasiliana
- 1980 - Diego Ruiz, ex calciatore argentino
- 1980 - Roberta Sá, cantante brasiliana
- 1980 - Ibrahim Sekagya, allenatore di calcio e ex calciatore ugandese
- 1980 - Zdeněk Šenkeřík, ex calciatore ceco
- 1980 - Marla Sokoloff, attrice e musicista statunitense
- 1980 - Emma Wade, ex atleta beliziana
- 1980 - Ryan Wilson, ostacolista statunitense
- 1981 - Drake Diener, ex cestista e allenatore di pallacanestro statunitense
- 1981 - Grégory Dufer, ex calciatore belga
- 1981 - Michal Gašparík, allenatore di calcio e ex calciatore slovacco
- 1981 - Vahan Gevorgyan, ex calciatore armeno
- 1981 - Brian Guebert, ex giocatore di football americano canadese
- 1981 - Richard Hounslow, canoista britannico
- 1981 - Monica Leigh, modella statunitense
- 1981 - Espen Nystuen, allenatore di calcio, dirigente sportivo e ex calciatore norvegese
- 1981 - Candie Payne, cantautrice britannica
- 1981 - Eriko Satō, attrice e modella giapponese
- 1981 - Jani Sullanmaa, giocatore di curling finlandese
- 1982 - Paolo Giordano, scrittore italiano
- 1982 - Chris Kuper, ex giocatore di football americano statunitense
- 1982 - Fanuel Massingue, calciatore mozambicano
- 1982 - Moeko Matsushita, cantante e attrice giapponese
- 1982 - Tero Pitkämäki, ex giavellottista finlandese
- 1982 - Annabella Piugattuk, attrice canadese
- 1982 - Jason Spitz, giocatore di football americano statunitense
- 1982 - Mo Williams, allenatore di pallacanestro e ex cestista statunitense
- 1982 - Andrea Zafferani, politico sammarinese
- 1983 - Nektarios Alexandrou, ex calciatore cipriota
- 1983 - Dawood Ali, calciatore emiratino
- 1983 - Francesco Bona, mezzofondista e maratoneta italiano
- 1983 - Alain Bono, ex calciatore camerunese
- 1983 - Morlaye Cissé, ex calciatore guineano
- 1983 - Casey Crescenzo, cantautore, compositore e polistrumentista statunitense
- 1983 - Benjamin De Ceulaer, ex calciatore belga
- 1983 - Du Wenhui, ex calciatore cinese
- 1983 - Julien Dupuy, ex rugbista a 15 e allenatore di rugby a 15 francese
- 1983 - Matti Heikkinen, ex fondista finlandese
- 1983 - Maria Holaus, ex sciatrice alpina austriaca
- 1983 - Mario Kienzl, allenatore di calcio e ex calciatore austriaco
- 1983 - Valentina Marocchi, ex tuffatrice italiana
- 1983 - Yannick Nyanga, ex rugbista a 15 francese
- 1983 - Bridget Phillipson, politica britannica
- 1983 - Serhij Sednjev, ex biatleta ucraino
- 1983 - Yulitza Suárez, schermitrice venezuelana
- 1983 - Nikola Vasiljević, ex calciatore bosniaco
- 1983 - Marcos Ariel de Paula, ex calciatore brasiliano
- 1984 - Aaron Bruce, ex cestista australiano
- 1984 - Chen Yibing, ginnasta cinese
- 1984 - Sérgio Henrique Francisco, calciatore brasiliano
- 1984 - Dominik Reinhardt, ex calciatore tedesco
- 1984 - Carina Beduschi, modella brasiliana
- 1984 - Konrad Wasielewski, canottiere polacco
- 1984 - Krista White, modella statunitense
- 1984 - Nor Farhan Muhammad, calciatore malese
- 1985 - Tumso Abdurachmanov, blogger e attivista russo
- 1985 - Jocelyn Ahouéya, ex calciatore beninese
- 1985 - Steven Anderson, calciatore scozzese
- 1985 - Andrea Baldini, schermidore italiano
- 1985 - Gary Cahill, ex calciatore inglese
- 1985 - Cristina Cavalli, ex ginnasta italiana
- 1985 - Nicholy Findlayson, calciatore giamaicano
- 1985 - Marios Gavrilis, attore, doppiatore e conduttore radiofonico tedesco
- 1985 - Carolin Golubytskyi, schermitrice tedesca
- 1985 - Neil Kilkenny, calciatore inglese
- 1985 - Sally Kipyego, mezzofondista e maratoneta keniota
- 1985 - Ante Krapić, cestista croato
- 1985 - Tadanari Lee, ex calciatore sudcoreano
- 1985 - Christina Loukas, tuffatrice statunitense
- 1985 - Steven McRae, ballerino australiano
- 1985 - Aurélien Montaroup, ex calciatore francese
- 1985 - Marek Plašil, calciatore ceco
- 1985 - Bradley Pritchard, calciatore zimbabwese
- 1985 - Joshua Richmond, tiratore a volo statunitense
- 1985 - Hina Saleem, pakistana († 2006)
- 1985 - DeMarco Sampson, giocatore di football americano statunitense
- 1985 - Shalonda Solomon, velocista statunitense
- 1985 - Lady Sovereign, rapper britannica
- 1985 - Christian Sprenger, ex nuotatore australiano
- 1985 - Tan Wangsong, ex calciatore cinese
- 1985 - Hanus Thorleifsson, ex calciatore faroese
- 1985 - Julien Toudic, ex calciatore francese
- 1985 - Jessie Vetter, hockeista su ghiaccio statunitense
- 1985 - Rafe Wolfe, ex calciatore giamaicano
- 1985 - Roberto César Zardim Rodrigues, ex calciatore brasiliano
- 1986 - Bismar Acosta, calciatore costaricano
- 1986 - Jessica Adair, ex cestista statunitense
- 1986 - Calvin Andrew, ex calciatore inglese
- 1986 - Ryan Babel, ex calciatore olandese
- 1986 - Lauren Boebert, imprenditrice e politica statunitense
- 1986 - Lazaros Christodoulopoulos, ex calciatore greco
- 1986 - Luke Cook, attore australiano
- 1986 - Renato Góes, attore e modello brasiliano
- 1986 - Marquez Haynes, ex cestista statunitense
- 1986 - Zuzana Hejnová, ostacolista e velocista ceca
- 1986 - Satoshi Ishii, judoka e artista marziale misto giapponese
- 1986 - Jurij Kryvoručko, scacchista ucraino
- 1986 - Leire Landa, ex calciatrice spagnola
- 1986 - Miguel Lopes, calciatore portoghese
- 1986 - Nuno Lopes, ex calciatore portoghese
- 1986 - Annie Murphy, attrice canadese
- 1986 - Ken Reichel, ex calciatore tedesco
- 1986 - Tyrell Sutton, giocatore di football americano statunitense
- 1987 - Shūko Aoyama, tennista giapponese
- 1987 - Karim Benzema, calciatore francese
- 1987 - Idrissa Coulibaly, ex calciatore maliano
- 1987 - Ronan Farrow, giornalista, attivista e politico statunitense
- 1987 - Daniel Hackett, cestista italiano
- 1987 - Lajos Hegedűs, ex calciatore ungherese
- 1987 - Quentin Jakoba, ex calciatore olandese
- 1987 - Mislav Leko, ex calciatore croato
- 1987 - Gideão, ex calciatore brasiliano
- 1987 - Aaron Renfree, cantante, attore e modello britannico
- 1987 - İlhan Şen, attore e ex modello turco
- 1988 - Dimo Bakalov, calciatore bulgaro
- 1988 - Matías Ballini, calciatore argentino
- 1988 - Emma Berglund, calciatrice svedese
- 1988 - Nikola Cvetinović, ex cestista serbo
- 1988 - Jason Ebanks, calciatore britannico
- 1988 - Chris Gabriel, cestista sudafricano
- 1988 - Niklas Landin Jacobsen, pallamanista danese
- 1988 - Ok Ja-yeon, attrice sudcoreana
- 1988 - Mitchell Pirotta, pilota motociclistico australiano
- 1988 - Loïc Puyo, ex calciatore francese
- 1988 - Alexis Sánchez, calciatore cileno
- 1988 - Astrig Siranossian, violoncellista francese
- 1988 - Katie St. Ives, ex attrice pornografica statunitense
- 1988 - Sergej Teterjatnikov, cosmonauta russo
- 1988 - Galymzhan Usserbayev, lottatore kazako
- 1989 - Christopher Allen, ex calciatore gambiano
- 1989 - Nikola Jevtović, cestista serbo
- 1989 - Aurélie Kaci, calciatrice francese
- 1989 - Nikola Leković, calciatore serbo
- 1989 - Yamato Machida, calciatore giapponese
- 1989 - Luis Páez, calciatore paraguaiano († 2019)
- 1989 - Jean Garry Rubin, calciatore haitiano
- 1989 - Siyoum Tesfaye, calciatore etiope
- 1989 - Simon Van de Voorde, pallavolista belga
- 1989 - Victor Mattos Cardozo, calciatore brasiliano
- 1990 - Anastasija Baryšnikova, taekwondoka russa
- 1990 - Torrey Craig, cestista statunitense
- 1990 - Elvis Džafić, ex calciatore sloveno
- 1990 - Ryan Grant, giocatore di football americano statunitense
- 1990 - Kim Seoung-il, pattinatore di short track sudcoreano
- 1990 - Landing Sané, cestista francese
- 1990 - D.J. Stephens, cestista statunitense
- 1990 - Jenna Thiam, attrice belga
- 1990 - Tiago Volpi, calciatore brasiliano
- 1990 - Alex Wright, atleta irlandese
- 1990 - Natalia de Molina, attrice spagnola
- 1991 - Tom Ainsley, attore inglese
- 1991 - Steven Berghuis, calciatore olandese
- 1991 - Jorge Blanco, attore, cantante e ballerino messicano
- 1991 - Declan Galbraith, cantante britannico
- 1991 - Craig Goodwin, calciatore australiano
- 1991 - Tyler Haws, ex cestista statunitense
- 1991 - Robert Hess, scacchista statunitense
- 1991 - Josh Huestis, ex cestista statunitense
- 1991 - Samuel Ikpefan, fondista francese
- 1991 - Keiynan Lonsdale, attore, cantante e ballerino australiano
- 1991 - Baggio Rakotonomenjanahary, calciatore malgascio
- 1991 - Jack River, cantautrice, polistrumentista e produttrice discografica australiana
- 1991 - Sara Shaw, pallavolista statunitense
- 1991 - Morgan Sulele, cantante norvegese
- 1991 - Kensi Tangis, calciatore vanuatuano
- 1991 - Roger Thompson, ex calciatore canadese
- 1991 - Sumire Uesaka, doppiatrice, attrice e cantante giapponese
- 1991 - Jamael Westman, attore britannico
- 1991 - Reham Yacoub, attivista irachena († 2020)
- 1992 - Bright Addae, calciatore ghanese
- 1992 - Boris Berian, mezzofondista statunitense
- 1992 - Gojko Cimirot, calciatore e ex giocatore di calcio a 5 bosniaco
- 1992 - Mathias Gallo Cassarino, thaiboxer italiano
- 1992 - Eni Imami, calciatore albanese
- 1992 - Tyler Kalinoski, cestista statunitense
- 1992 - Ferdinand Karapetian, judoka armeno
- 1992 - Kelvin Madzongwe, calciatore zimbabwese
- 1992 - Iván Mancía, calciatore salvadoregno
- 1992 - Iker Muniain, allenatore di calcio e ex calciatore spagnolo
- 1992 - Jack Price, calciatore inglese
- 1992 - Laldanmawia Ralte, calciatore indiano
- 1992 - Carmelo Rodriguez, calciatore americo-verginiano
- 1992 - Nasser Saleh, attore spagnolo
- 1992 - Myron Samuel, calciatore sanvincentino
- 1992 - Matt Tiby, cestista statunitense
- 1992 - Ishmael Wadi, calciatore zimbabwese
- 1993 - Ali Adnan Kadhim, calciatore iracheno
- 1993 - Leonardo Bittencourt, calciatore tedesco
- 1993 - Hermione Corfield, attrice britannica
- 1993 - Bárbara Di Flaviano Díaz, attrice, modella e conduttrice televisiva venezuelana
- 1993 - Nik Dodani, attore e comico statunitense
- 1993 - Riccardo Improta, calciatore italiano
- 1993 - Isiah Koech, mezzofondista keniota
- 1993 - Nino Kouter, calciatore sloveno
- 1993 - Lianna Sybeldon, pallavolista statunitense
- 1993 - Stephanie Venier, ex sciatrice alpina austriaca
- 1993 - Jack Wilson, pallavolista statunitense
- 1994 - Estelle Balet, snowboarder svizzera († 2016)
- 1994 - Michele Bravi, cantautore e attore italiano
- 1994 - Edu Espiau, calciatore spagnolo
- 1994 - Nathan Evans, cantante scozzese
- 1994 - Jorge Grant, calciatore inglese
- 1994 - Kim Dong-jun, calciatore sudcoreano
- 1994 - Katrina Lehis, schermitrice estone
- 1994 - M'Backé N'Diaye, calciatore mauritano
- 1994 - Lamine Ndao, calciatore senegalese
- 1994 - M'Baye Niang, calciatore francese
- 1994 - Nikola Ninković, calciatore serbo
- 1994 - Marius Obekop, calciatore camerunese
- 1994 - Lynda, cantante francese
- 1994 - Michelle Strizak, pallavolista statunitense
- 1994 - Mamignan Touré, cestista francese
- 1994 - Mahmoud Wadi, calciatore palestinese
- 1995 - Maria Grazia Balbi, calciatrice italiana
- 1995 - Josh Brownhill, calciatore inglese
- 1995 - David Efianayi, cestista statunitense
- 1995 - Will Harris, giocatore di football americano statunitense
- 1995 - Brandur Hendriksson Olsen, calciatore faroese
- 1995 - John Johnson, giocatore di football americano statunitense
- 1995 - Vic Law, cestista statunitense
- 1995 - Nikola Maraš, calciatore serbo
- 1995 - Matt Nelson, giocatore di football americano statunitense
- 1995 - Dominique Ohaco, sciatrice freestyle cilena
- 1995 - Iqraam Rayners, calciatore sudafricano
- 1995 - Máté Sajbán, calciatore ungherese
- 1995 - Blair Spittal, calciatore scozzese
- 1995 - Martin Srabotnik, canoista sloveno
- 1995 - Guido Verdún, calciatore paraguaiano
- 1995 - Annemarie Worst, ciclocrossista, ciclista su strada e mountain biker olandese
- 1996 - Alan Acosta, calciatore messicano
- 1996 - Bianca Del Balzo, pallamanista italiana
- 1996 - Mouctar Diakhaby, calciatore francese
- 1996 - Abdeslam Hili, atleta paralimpico marocchino
- 1996 - Shuaibu Ibrahim, calciatore nigeriano
- 1996 - Franck Kessié, calciatore ivoriano
- 1996 - Kyōsuke Matsuyama, schermidore giapponese
- 1996 - Sandrine Mauron, calciatrice svizzera
- 1996 - Jake Wesley Rogers, cantante, musicista e cantautore statunitense
- 1997 - Lizette Cabrera, tennista australiana
- 1997 - Nikola Eskić, calciatore bosniaco
- 1997 - Nico Hiraga, attore statunitense
- 1997 - Alex Insam, saltatore con gli sci italiano
- 1997 - Kōki Kanō, schermidore giapponese
- 1997 - Lazaros Lamprou, calciatore greco
- 1997 - Emmanuel Lomotey, calciatore ghanese
- 1997 - Gabriel Magalhães, calciatore brasiliano
- 1997 - Maninni, cantautore italiano
- 1997 - Xəyal Nəcəfov, calciatore azero
- 1997 - Renzo Rabino, calciatore uruguaiano
- 1997 - Fikayo Tomori, calciatore inglese
- 1997 - Sam Williamson, nuotatore australiano
- 1997 - Matheus Henrique, calciatore brasiliano
- 1998 - Nasser Al-Dawsari, calciatore saudita
- 1998 - Anastasija Archipovskaja, sincronetta russa
- 1998 - Biondo, rapper, modello e attore italiano
- 1998 - Odin Bjørtuft, calciatore norvegese
- 1998 - Cisilia, cantante danese
- 1998 - Frans Jeppsson Wall, cantante svedese
- 1998 - Leandro Lozano, calciatore uruguaiano
- 1998 - Stephen Mukatuka, calciatore zimbabwese
- 1998 - King Princess, cantautrice statunitense
- 1998 - Caroline Møller, calciatrice danese
- 1998 - Genino Palace, calciatore sudafricano
- 1999 - Athanasios Ghavelas, atleta paralimpico greco
- 1999 - Anthony Likiliki, calciatore tongano
- 1999 - Matías Marín, calciatore cileno
- 1999 - Matúš Rusnák, calciatore slovacco
- 1999 - Cristian Stoian, rugbista a 15 italiano
- 2000 - Dinkalem Ayele, mezzofondista etiope
- 2000 - Paula Botet, biatleta francese
- 2000 - Christian Roberto Alves Cardoso, calciatore brasiliano
- 2000 - Romane Dieu, ex saltatrice con gli sci francese
- 2000 - Yūmi Kawai, attrice giapponese
- 2000 - Oston O'runov, calciatore uzbeko
- 2000 - Tomás Romero, calciatore statunitense
- 2000 - Jakub Stolarczyk, calciatore polacco
- 2000 - Raffaele Storti, rugbista a 15 portoghese
- 2000 - Jamari Thrash, giocatore di football americano statunitense

## XXI secolo(23)
- 2001 - Nicolas Checa, scacchista statunitense
- 2001 - Ilario Monterisi, calciatore italiano
- 2001 - Lena Oberdorf, calciatrice tedesca
- 2001 - Kimi Panayotopoulos, giocatore di football americano svizzero
- 2001 - Clark Phillips III, giocatore di football americano statunitense
- 2002 - Elia Barp, fondista italiano
- 2002 - Sofie Dokter, multiplista olandese
- 2002 - Matías Ferreira, calciatore uruguaiano
- 2002 - Huh Mi-mi, judoka sudcoreana
- 2002 - Pablo Pagis, calciatore francese
- 2002 - Maximilian Schwarz, sciatore alpino tedesco
- 2002 - Youssuf Sylla, calciatore belga
- 2002 - Mats Wenzel, ciclista su strada e ciclocrossista lussemburghese
- 2003 - Tyrique Mercera, calciatore olandese
- 2003 - Benjamin Richardson, velocista sudafricano
- 2003 - Hugo Sotelo, calciatore spagnolo
- 2004 - Ruby Andrews, sciatrice freestyle neozelandese
- 2004 - Abdullah Javaid, calciatore barbadiano
- 2005 - Yael Padilla, calciatore messicano
- 2006 - Sverre Nypan, calciatore norvegese
- 2006 - Elina Stary, sciatrice alpina austriaca
- 2006 - Christopher Yoo, scacchista statunitense
- 2006 - Marija Začepa, nuotatrice artistica ucraina